# Meistersiedlung

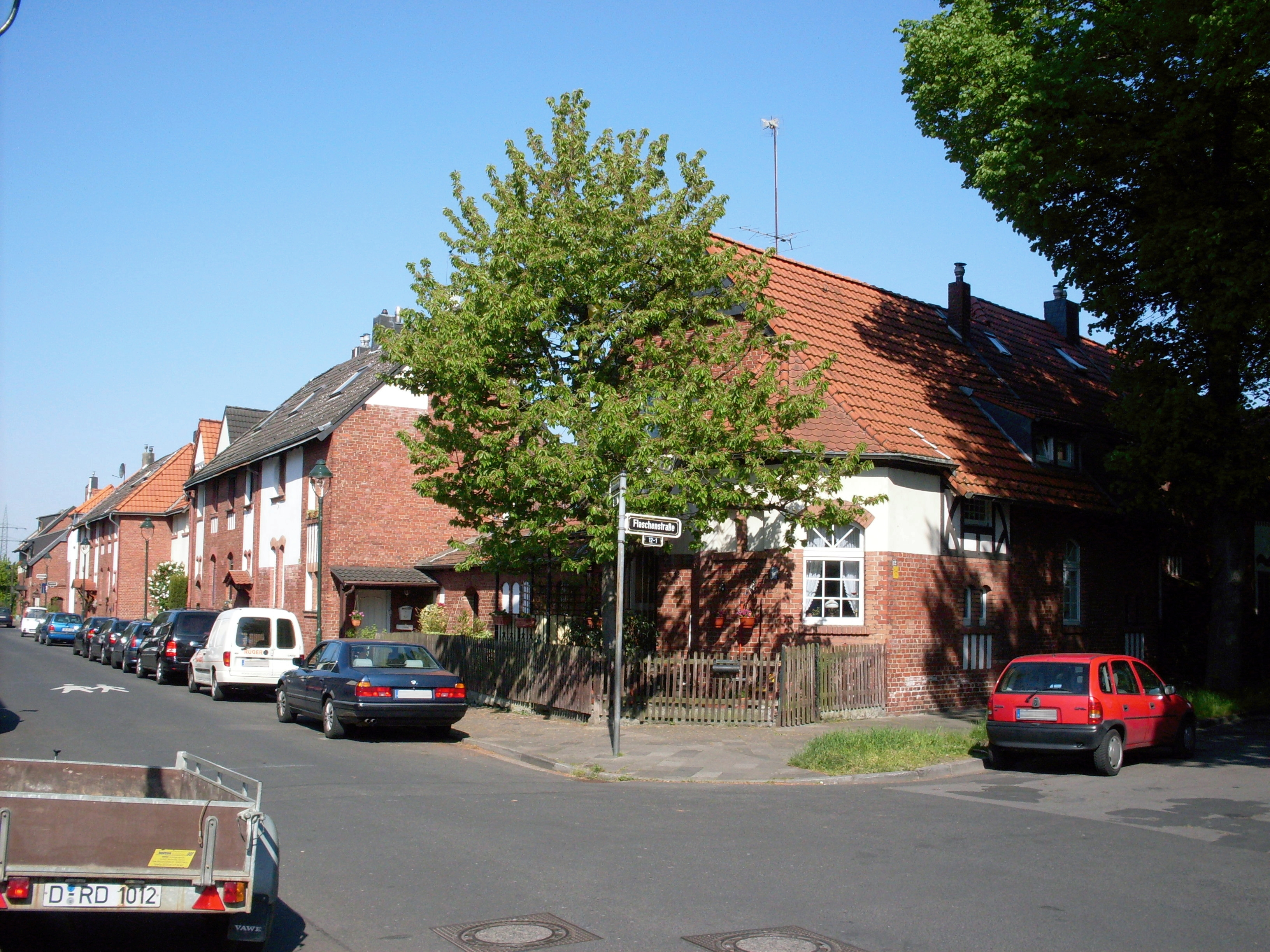
Meistersiedlung der Gerresheimer Glashütte

Die denkmalgeschützte Meistersiedlung der Gerresheimer Glashütte befindet sich an der Flaschenstraße 2–12, Heckteichstraße 30–54, Höherhofstraße 25–51, Paulinenstraße 1–7 und 2–20 im Düsseldorfer Stadtteil Gerresheim. Die Siedlung wurde 1906 nach Plänen von W. Jacobi im Stil der Heimatschutzarchitektur als Beispiel für die „individueller gestalteten Gartenstadt-Kolonie“ erbaut. Diese wurde nach englischem Vorbild als Gartenstadt konzipiert, so wie die Krupp-Siedlung Margarethenhöhe in Essen oder Hellerau in Dresden: „Vorbildlich für die Siedlung waren englische Gartenstadt-Kolonien“. Der Komplex besteht aus ein- bis zweigeschossigen Gebäuden, mit weißen Putzflächen, Backsteingliederung und Holzfachwerk. Von der Paulinenstraße führt ein Weg durch einen Torbogen zu den Gartenparzellen der Häuser.